# يوسف أردوغان
يوسف أردوغان (بالتركية: Yusuf Erdoğan)‏ (7 أغسطس 1992 بإسبرطة في تركيا - ) هو لاعب كرة قدم تركي في مركز الوسط. شارك مع منتخب تركيا تحت 21 سنة لكرة القدم. أما مع النوادي، فقد لعب مع نادي طرابزون سبور و1461 طرابزون وAraklıspor ‏.

## وصلات خارجية
- يوسف أردوغان على موقع الاتحاد الأوربي (الإنجليزية)
- يوسف أردوغان على موقع اتحاد تركيا (لاعب) (الإنجليزية)
- يوسف أردوغان على موقع قاعدة بيانات كرة القدم.إي يو (الإنجليزية)
- يوسف أردوغان على موقع Soccerway.com (الإنجليزية)
- يوسف أردوغان على موقع عالم كرة القدم.نت (الإنجليزية)
- يوسف أردوغان على موقع AS.com (الإسبانية)